# 30 лет ГДР
«30 лет ГДР» — пассажирский речной четырёхпалубный теплоход проекта 301 («Владимир Ильич»), бывший флагман Амурского речного пароходства.
Судно построено в 1980 году на верфи VEB Elbewerften Boizenburg/Roßlau города Бойценбурга. Названо в честь 30-летнего юбилея Германской Демократической Республики.
Первую навигацию теплоход отработал в Ростовском речном пароходстве (порт приписки Ростов-на-Дону).
В 1981 году с Чёрного моря на Амурский судостроительный завод (Комсомольск-на-Амуре) перегоняли плавучий док, заодно решили привезти на Амур и новый комфортабельный теплоход, тем более что семь амурских пассажирских теплоходов проекта 860 эксплуатировались уже более двадцати лет и были весьма низки по уровню комфорта.

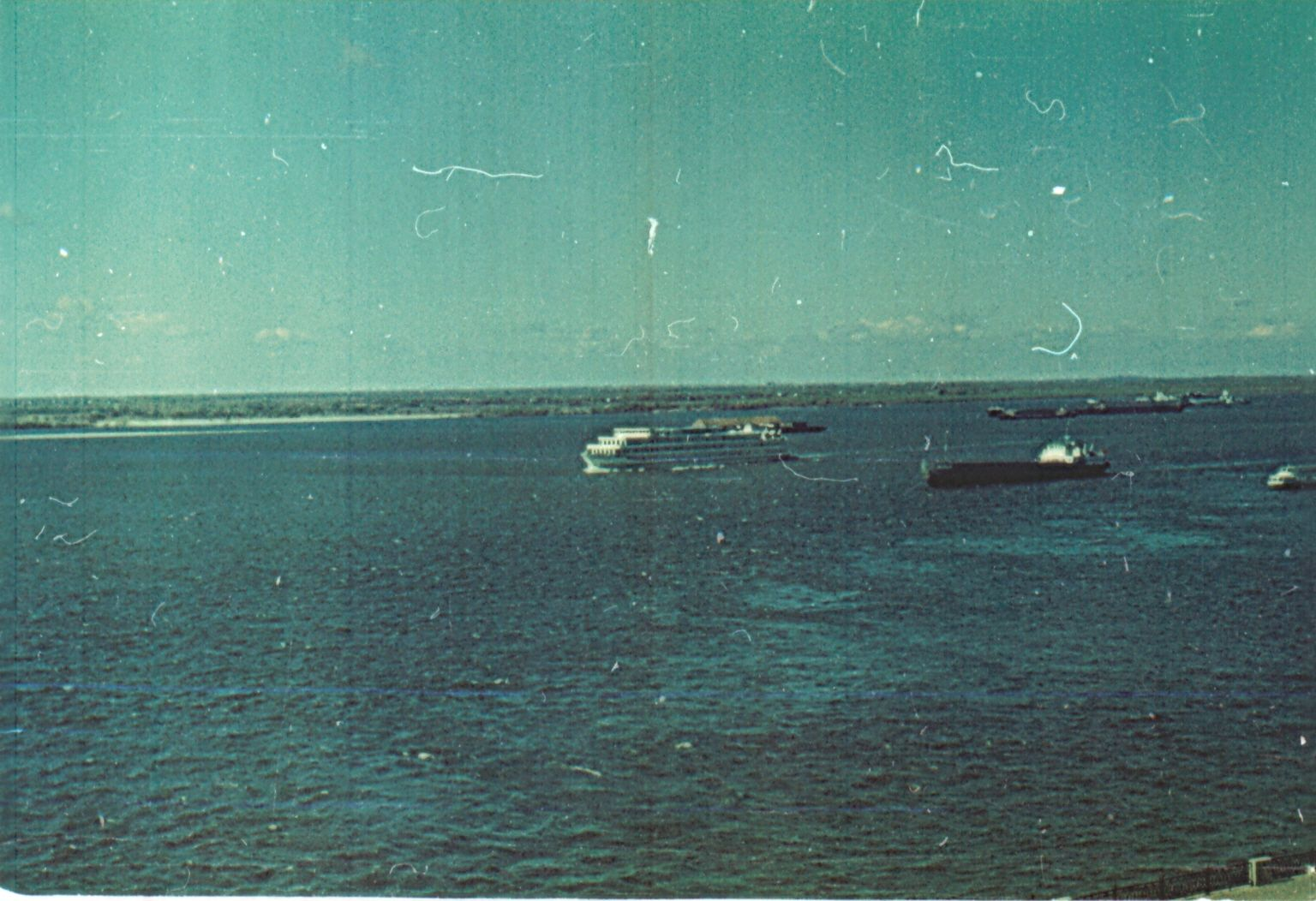
Хабаровск, октябрь 1981 года.

Амурский судостроительный завод строит, в том числе и атомные подводные лодки. Новую субмарину ведут в плавучем доке на достроечные заводы в Советской Гавани, Большом Камне и во Владивостоке. Самостоятельно корабль с большой осадкой спуститься вниз по Амуру не может, не позволяет малая глубина на перекатах.
Плавучий док Южным морским путём (через Суэцкий канал, Индийский и Тихий океаны) с помощью буксиров был доставлен в Комсомольск-на-Амуре.
«30 лет ГДР» совершал круизные рейсы с советскими и зарубежными туристами по маршруту Хабаровск — Николаевск-на-Амуре.
В 1990 году теплоход был переименован во «Владимир Арсеньев» в честь русского и советского путешественника, географа, этнографа, писателя, исследователя Дальнего Востока Владимира Клавдиевича Арсеньева.
Под новым именем теплоход проработал недолго, после распада СССР количество речных туристов резко уменьшилось, Амурское речное пароходство несло убытки.
С 1992 года «Владимир Арсеньев» стоял в бухте Золотой Рог Владивостока, использовался как плавучая гостиница.
В 1995 году теплоход продан в Южную Корею, переименован в Ferris Flotel, реконструирован, в том числе надстроена пятая палуба. Ferris Flotel использовался в порту Пусан как плавучий отель.
В сентябре 2003 года во время тайфуна «Миэми» Ferris Flotel опрокинулся на правый борт, навалившись на причал. Южнокорейские владельцы не стали восстанавливать судно и к концу августа 2004 года разобрали его на металлолом.

## Галерея

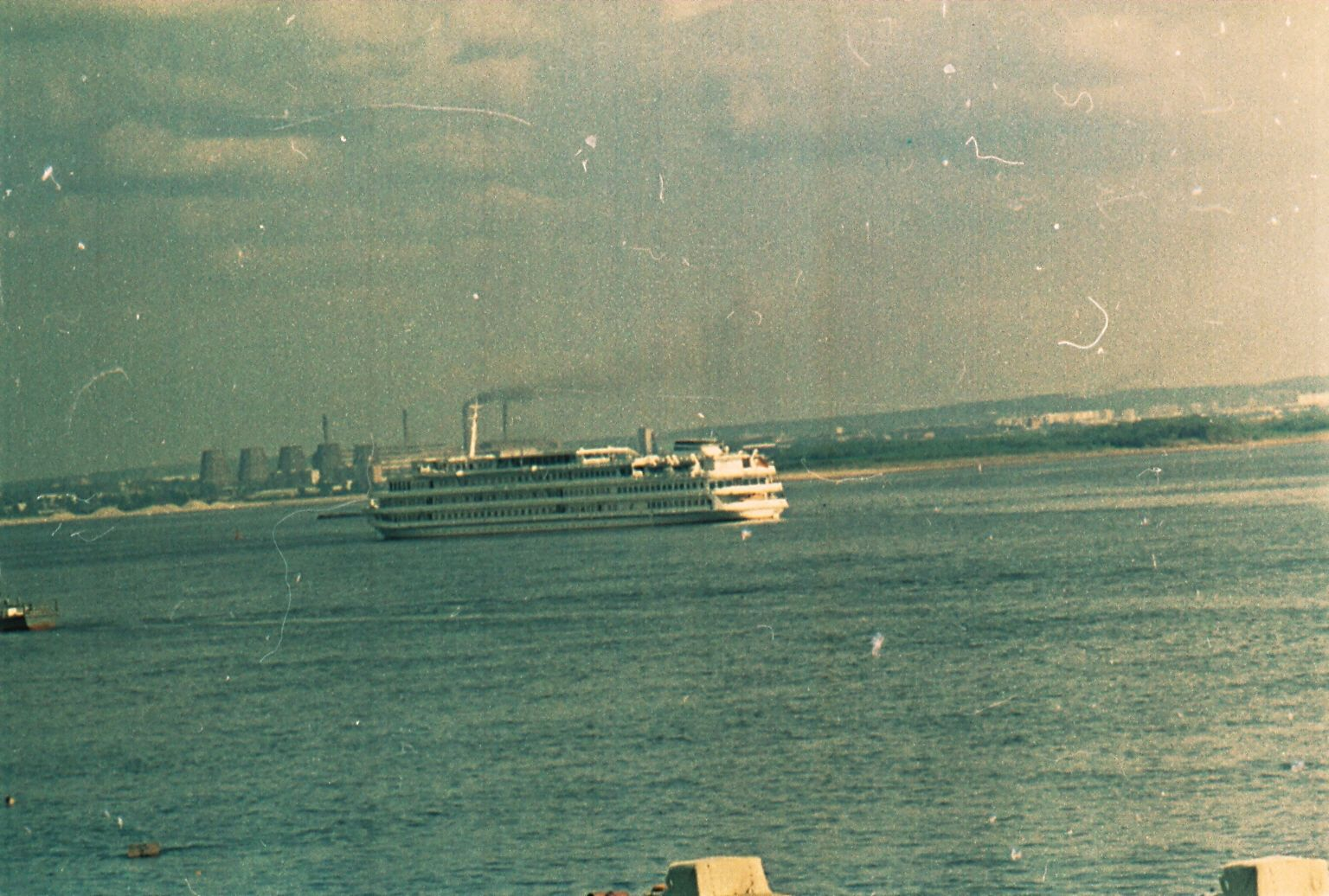
Хабаровск, май 1982 года.
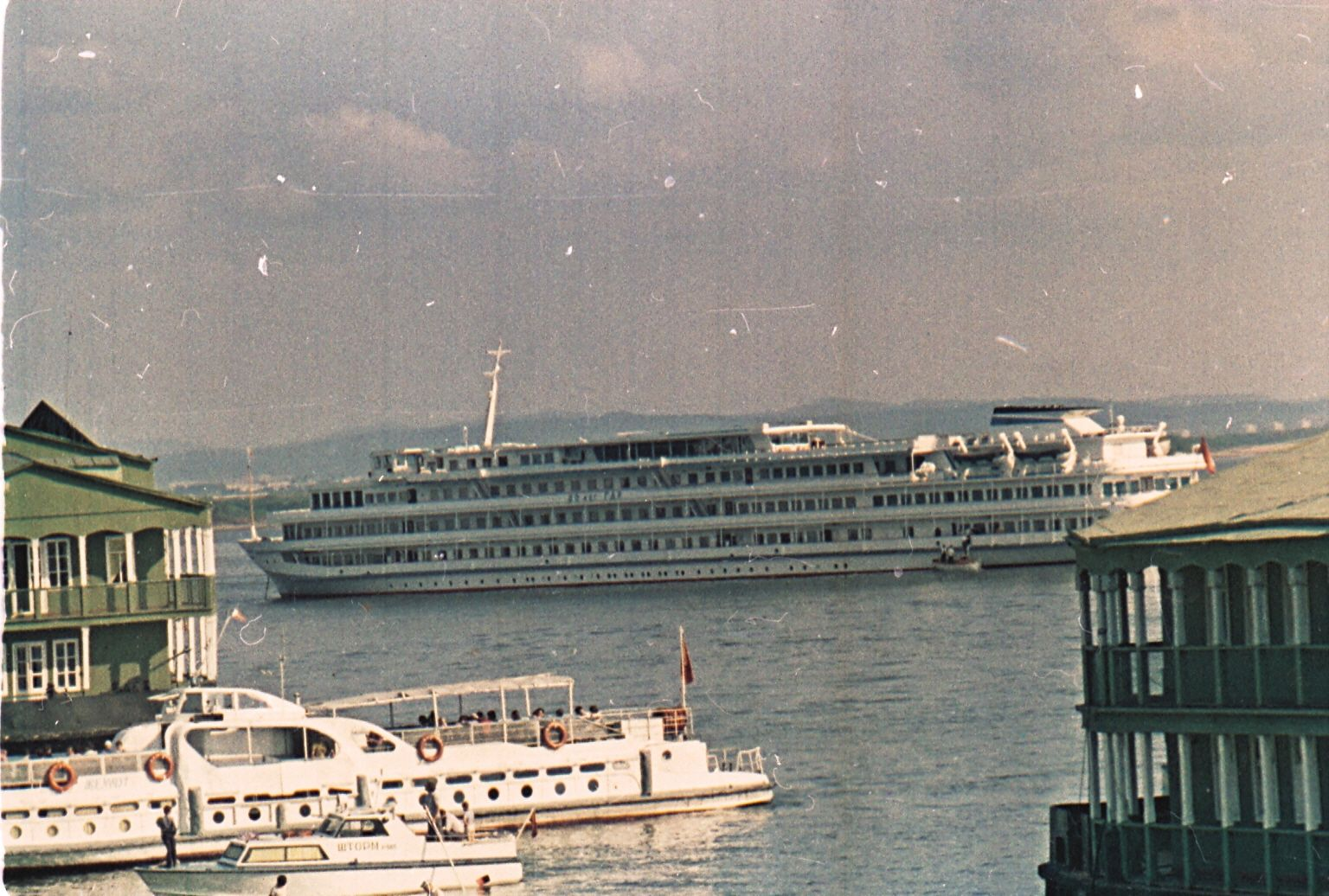
«30 лет ГДР» швартуется к дебаркадеру Хабаровского речного вокзала, май 1982 года.
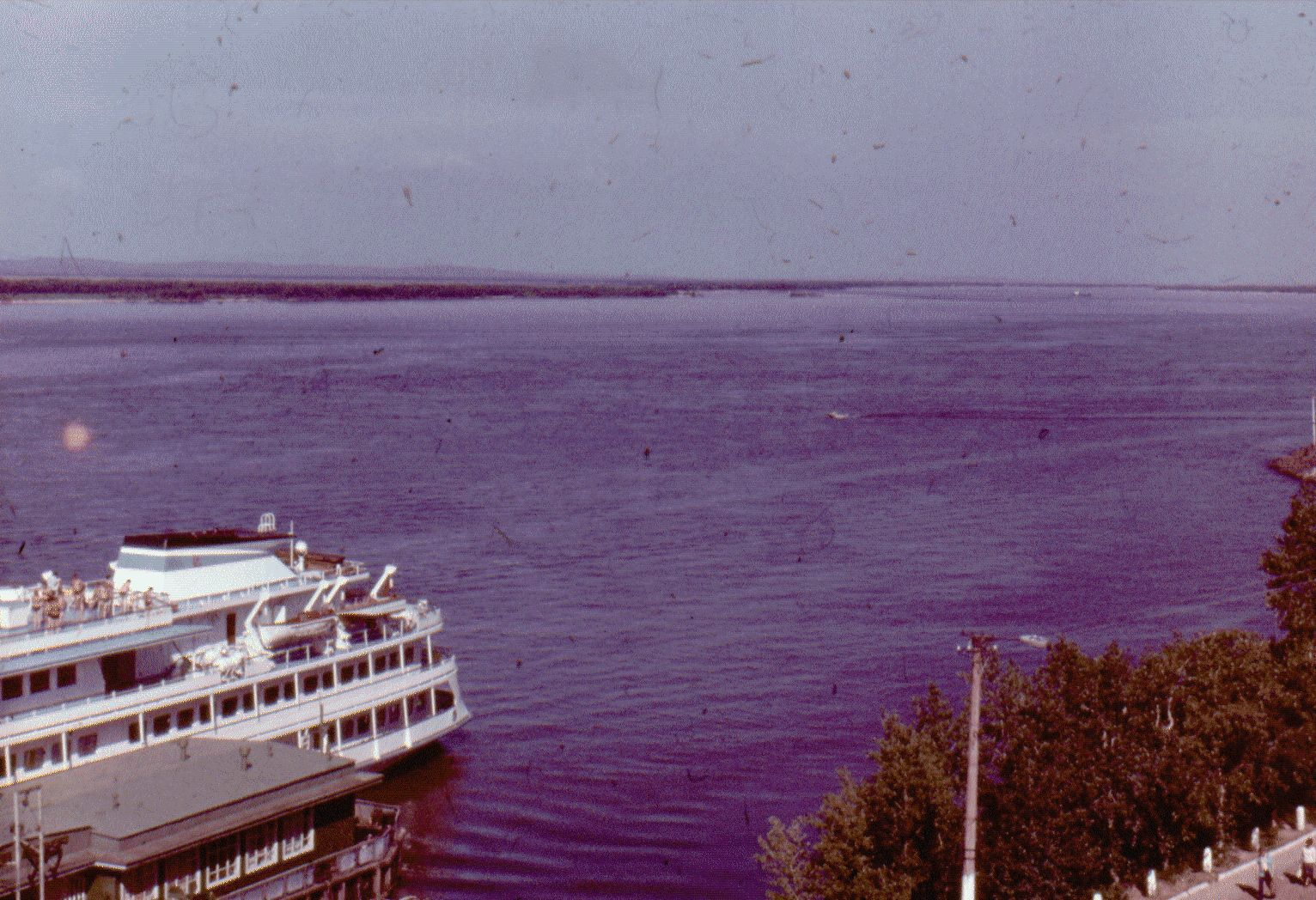
«30 лет ГДР» в Амурске, 1985 год.
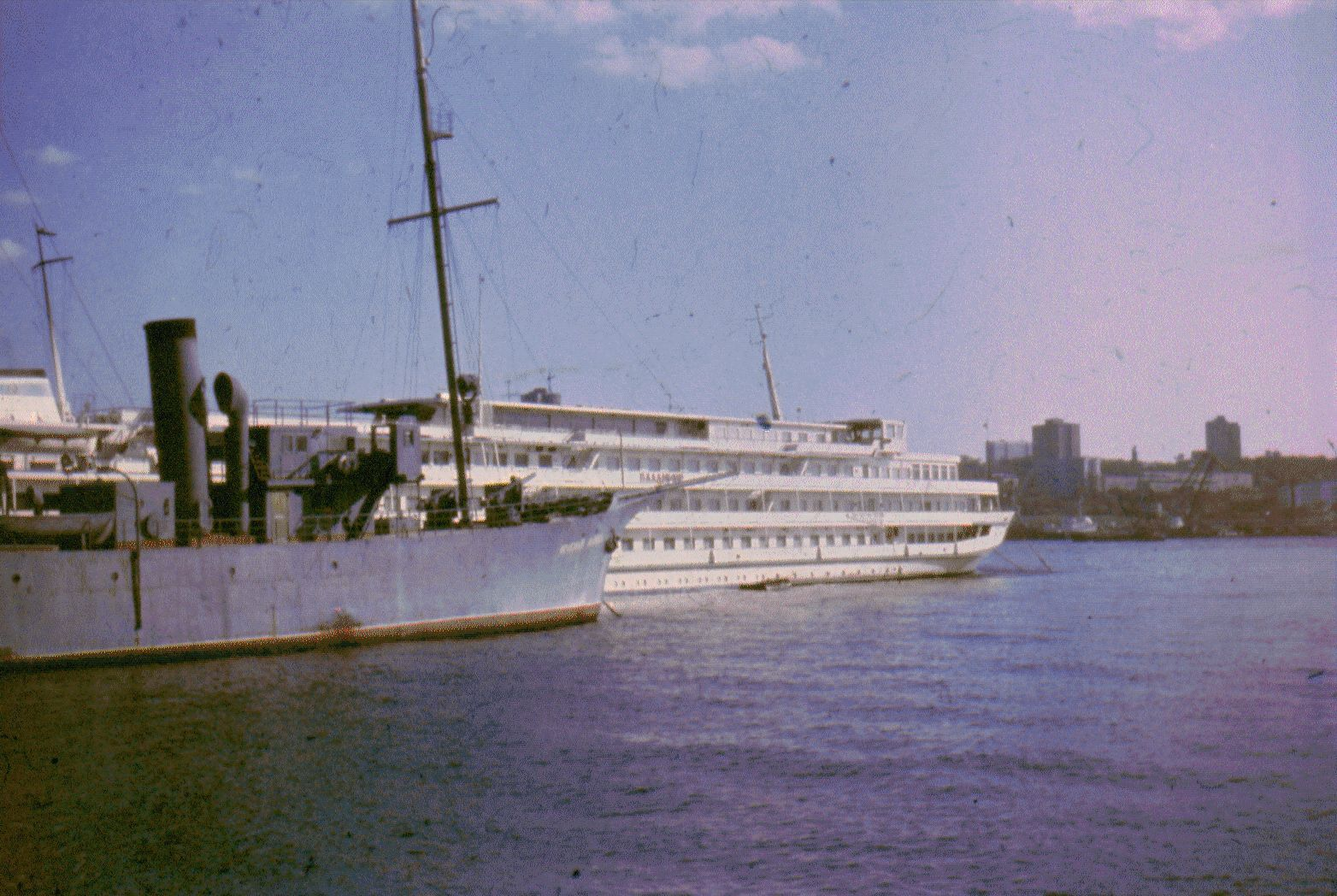
Теплоход «Владимир Арсеньев» во Владивостоке, осень 1994 года. На борту осталось только имя, фамилии уже нет. На переднем плане — «Красный вымпел».